# XIII век до н. э.

Вторжения, разрушения и возможные перемещения населения во время краха бронзового века, ок. 1200 года до н. э.

XIII (трина́дцатый) век до на́шей э́ры по пролептическому юлианскому календарю — век с 1 января 1300 года до н. э. по 31 декабря 1201 года до н. э. Это 8-й век 2-го тысячелетия до н. э. Ему предшествовал XIV век до н. э., за ним следовал XII век до н. э. Закончился 3225 лет назад.

## Правители
- Фараоны Египта: Сети I, Рамсес II, Мернептах, Аменмес.
- Цари хеттов: Мурсили II, Муваталли II, Мурсили III (Урхи-Тешуб), Хаттусили III, Тудхалия IV, Арнуванда III, Суппилулиума II.
- Цари Митанни: Васашатта, Шаттуара II.
- Цари Ассирии: Адад-нирари I, Шульману-ашареду I, Тукульти-Нинурта I, Ашшур-надин-апал, Ашшур-нирари III.
- Цари Вавилона: Назимарутташ (1324—1297), Кадашман-Тургу (1285—1268), Кадашман-Эллиль II (1267—1253), Кудур-Эллиль (1252—1243), Шагаракти-Шуриаш (1242—1231), Каштилиаш IV (1230—1223), Эллиль-надин-шуми, Кадашман-Харбе II, Адад-шум-иддин, Адад-шум-уцур.
- Цари Элама: Хумбан-нумены I, Унташ-Напириша, Унпатар-Напириша, Китен-Хутран, Халлутуш-Иншушинак.
- Цари Шан (Китай): Пань Гэн, Сяо Синь, Сяо И, У Дин.

## События

### Египет
- 1295—1186 — правление XIX династии.
- 1295—1294 (1293—1291) — полководец Хоремхеб завещает власть Парамесу (Рамсесу I).
- 1294—1279 (1291—1279) — Фараон Сети I, сын Рамсеса I. Начало войны с хеттами. Возвращение под египетское господство государства Амурру в Сирии. Гробница в Фиванских скалах. Сооружения в Абидосе.
- 1279—1213 (1317—1251 или 1304—1238) — Фараон Рамсес II (1296—1213), сын Сети I, женат на Нефертари Меренмут. Строительство резиденции Пер-Рамсес. Отделка чертога перед храмом Амона. Возведение храма Абу-Симбел. Сооружения в Абидосе. Гробница в Фиванских скалах.
- 1274 (1312 или 1296) — Битва при Кадеше египтян с хеттами царя Муватталли II.
- 1258 до н. э. — первый известный в истории мирный договор между египетским фараоном Рамсесом II и хеттским царём Хаттусили III. Текст договора сохранился в Фивах и хеттской столице Хаттусе. В 1963 году копия клинописного текста древнейшего сохранившегося международного договора была передана на хранение в ООН[источник не указан 1893 дня].
- 1213—1203 — пришёл к власти фараон Мернептах, сын Рамсеса II. Приверженность к мемфисскому Птаху и Нижнему Египту. Победа над ливийцами и «народами моря».

### Ближний Восток
- Первая половина XIII века — расцвет Сидона.
- Ок. 1283—1264 (ок. 1315—1296) — царь хеттов Муваталлу, сын Мушиля.
- 1274—1244 (первая половина XIII века) — царь Ассирии Салманасар I (Шульмануашаред). Победоносный поход на Урарту. Вторжение в Митанни и победа над царём Шаттуарой, союзниками которого были хетты и арамеи. Он пересекает территорию Митанни и доходит до Каркемиша. Успешная борьба с царём Вавилона Кадашман-Эллилем. Перенос столицы в Калах. Основание города Нимруд.
- Исход евреев под руководством Моисея из Египта (по одной из гипотез).
- Ок. 1264—1240 (ок. 1289—1265) — царь хеттов Хаттусили III, брат Муваталлу, сын Мушиля.
- 1258 — мирный договор хеттов с Египтом. Женитьба Рамсеса на дочери царя Хаттусили III Маатхорнефруре. Сирия остаётся хеттам.
- Середина XIII века — цари Вавилона Кадашман-Тургу и Кадашман-Эллиль II.
- 1244—1207 (вторая половина XIII века) — царь Ассирии Тукульти-Нинурта I. Победа над коалицией 40 царей Наири. Расширение пределов Ассирии на северо-западе и северо-востоке. Походы в Элам, Мари, Северную Сирию. Дважды успешно вмешивается в вавилонские дела. Разграбил главный храм Вавилона. Удачный набег на хеттов. Перенесение столицы в город Кар-Тукультининурта.
- Ок. 1239 — начало правления царя Элама Унташгала.
- 1224 — захват Вавилона Тукульти-Нинуртой I.
- 1217 — изгнание ассирийцев из Вавилона.
- 1207 — Тукульти-Нинурта I убит восставшей знатью. Началась междоусобная борьба между его сыновьями Ашшуром и Мутаккильнуску. Победа Мутаккильнуску. Ашшур бежал в Вавилонию.

### Греция и Малая Азия
- До XIII в. до н. э. — первые упоминания о Фивах (Греция).
- Ок. 1300 — Микенская цивилизация Средиземноморья[1].
- Ок. 1300 — племена иллирийцев (индоевропейцы) поселились на северном и восточном берегах Адриатического моря.
- Ок. 1300 — разрушен землетрясением город Троя, согласно археологическому слою Троя VI.
- XIII в. до н. э. (1300—1200) — Троянская война, согласно археологическому слою Троя VII-A.
- Ок. 1260 года до н. э. — конец Троянской войны по А. Г. Кузьмину[2]
- Ок. 1230 — ок. 1205 — легендарный царь Дориды Гилл, сын Геракла. Победа над царём Микен Эврисфеем и его убийство. Походы на Пелопоннес.
- Ок. 1205 — война дорийцев с пелопоннесцами. Гилл убит в единоборстве с царём Аркадии Эхемом.
- Ок. 1205 — середина XII века — Царь Дориды Клеодай, сын Гилла.

### Сицилия
- XIII век — заселение Сицилии племенами сикелов, родственных латинам.
- 1226 — первое известное извержение Этны.

### Другие регионы
- XIII век — становление Древнего Хорезма как государства по хронике Бируни.
- Ок. 1300 — ок. 800 — культура полей погребальных урн в Центральной и Западной Европе (кельтская).
- Ок. 1250 — с севера в Перу мигрировали группы чавин, чиму, наска и тиауанако.
- 1250 год до н. э. — крупное сражение на реке Толлензе между неизвестными группами людей (территория современной Германии)[3].

## Важные персоны
- Рамсес I
- Рамсес II
- Нефертари Меренмут

## Открытия, изобретения
- Первые сведения об изготовлении стекла датируются 1250 годом до н. э.
- В 2011 году в Добропольском районе Донецкой области Украины в одном из курганов эпохи поздней бронзы (XIII век до н. э.), относящемся к срубной культуре, была обнаружена перекрывавшая захоронение каменная плита весом около 150 кг, испещрённая лунками и проточенными чёрточками. Возможно, она является самым древним лунно-солнечным календарём, так как количество лунок на этой плите соответствует циклам Солнца, а количество чёрточек — циклам Луны[4][5].